# Ubuntu Kylin
Ubuntu Kylin (Chinees: 优麒麟; pinyin: Yōu Qílín) is een op Ubuntu gebaseerde Linuxdistributie. Kylin wordt officieel als flavour ondersteund door Canonical, de ontwikkelaar van Ubuntu. De eerste versie verscheen op 25 april 2013. Kylin is ontwikkeld door het Chinese ministerie van Industrie en Informatietechnologie in samenwerking met Canonical en de National University of Defense Technology (NUDT). De distributie (hierna; distro) is gericht op de Chinese markt.

## Naam
De naam 'Kylin' is afkomstig van het mythische wezen Qilin.

## Geschiedenis
In 2001 werd een besturingssysteem ontwikkeld door de NUDT. Dit besturingssysteem was gebaseerd op FreeBSD en kreeg de naam 'Kylin'. Voor versie 3.0 werd er overgestapt naar de Linuxkernel. Het ministerie van Industrie en Informatietechnologie, Canonical en de NUDT richtten een joint venture op onder de naam CCN Open Source Innovation Joint Lab dat aan de ontwikkeling van deze nieuwe opzet van Kylin ging werken. Op 25 april 2013 verscheen de eerste versie. In 2014 werd HP de eerste OEM-partner.
In 2015 werd de distro NeoKylin uitgebracht, naar aanleiding van het feit dat Microsoft de ondersteuning voor het in China nog steeds zeer populaire besturingssysteem Windows XP stopzette en de Chinese overheid sinds 2014 de afhankelijkheid van buitenlandse technologie wilde beperken. Migratie naar Windows 8 werd zelfs verboden.

## Software
Kylin wordt geleverd met UKUI, een desktopomgeving die een fork is van MATE. Vanaf versie 14.10 maakt de distro gebruik van het Ubuntu Kylin Software Center, een eigen omgeving waarmee de gebruiker software kan installeren. Het ontwikkelteam werkt samen met de Tencent-dochteronderneming Sogou dat software voor invoermethodes levert. WPS Office is het standaard kantoorsoftwarepakket.